# 미국 선불교 연대표
아래는 미국 선불교를 날짜순으로 정리한 것이다.
- 1893년: 소우엔 샤쿠가 시카고에서 열린 세계종교회의(World Parliament of Religions)에 강의하기 위해 미국에 왔다.
- 1905년: 소우엔 샤쿠가 다시 미국에 왔다. 샌프란시스코에서 대략 1년간 가르쳤다.
- 1906년: 소케이 안이 샌프란시스코에 왔다.
- 1919년: 10월 29일, 소우엔 샤쿠 사망.
- 1922년: 센자키가 캘리포니아에서 "floating zendo"를 가르치기 시작했다.
- 1930년: 소케이 안이 Buddhist Society of America를 세웠다.
- 1945년: 소케이 안 사망.

## 같이 보기
- 미국의 불교